# Cycniopsis humifusa
Cycniopsis humifusa är en snyltrotsväxtart som först beskrevs av Peter Forsskål, och fick sitt nu gällande namn av Adolf Engler. Cycniopsis humifusa ingår i släktet Cycniopsis och familjen snyltrotsväxter. Inga underarter finns listade i Catalogue of Life.